# Beauharnois-Salaberry
Beauharnois-Salaberry – regionalna gmina hrabstwa (MRC) w regionie administracyjnym Montérégie prowincji Quebec, w Kanadzie. Stolicą jest miasto Beauharnois. Składa się z 7 gmin: 2 miast, 3 gmin i 2 parafii.
Beauharnois-Salaberry ma 61 950 mieszkańców. Język francuski jest językiem ojczystym dla 95,8%, angielski dla 3,2% mieszkańców (2011).